# NGC 5866B
NGC 5866B is een balkspiraalstelsel in het sterrenbeeld Draak. Het hemelobject werd in 1781 ontdekt door de Franse astronoom Pierre Méchain.

## Synoniemen
- UGC 9769
- MCG 9-25-34
- ZWG 274.33
- KUG 1510+559
- PGC 54267